# Lonicera tatarinowii
Lonicera tatarinowii är en kaprifolväxtart som beskrevs av Carl Maximowicz. Lonicera tatarinowii ingår i släktet tryar, och familjen kaprifolväxter. Inga underarter finns listade i Catalogue of Life.